# همایاک هاکوبیان
همایاک هاروتیونی هاکوبیان (ارمنی: Հմայակ Հարությունի Հակոբյան؛ روسی: Амая́к Арутю́нович Акопя́н زادهٔ ۱ دسامبر ۱۹۵۶) نگارگر، بازیگر، هنرمند سیرک، مجری تلویزیون ارمنی‌تبار اهل روسیه است. وی از سال ۱۹۷۴ میلادی تا کنون مشغول فعالیت می‌باشد

## زندگی‌نامه
وی در ۱ دسامبر ۱۹۵۶ ‏در مسکو به دنیا آمد. وی برنده جوایزی همچون هنرمند شایسته فدراسیون روسیه شده است.

## گزیده فیلمشناسی
از فیلم‌ها یا برنامه‌های تلویزیونی که وی در آن نقش داشته‌است می‌توان به مرشد و مارگاریتا اشاره کرد.